# Ludovico Carracci
Ludovico (sau Lodovico ) Carracci (n. aprilie 1555, Bononia, Statele Papale – d. 13 noiembrie 1619, Bononia, Statele Papale) a fost un pictor, gravor și gravor italian din perioada barocului timpuriu, născut la Bologna. Lucrările sale sunt caracterizate de o stare de spirit puternică, invocată de gesturi ample și lumină pâlpâitoare care creează o emoție spirituală și sunt creditate cu revigorarea artei italiene, în special a frescei, care a fost subsumată manierismului formalist. A murit la Bologna în 1619.

## Biografie

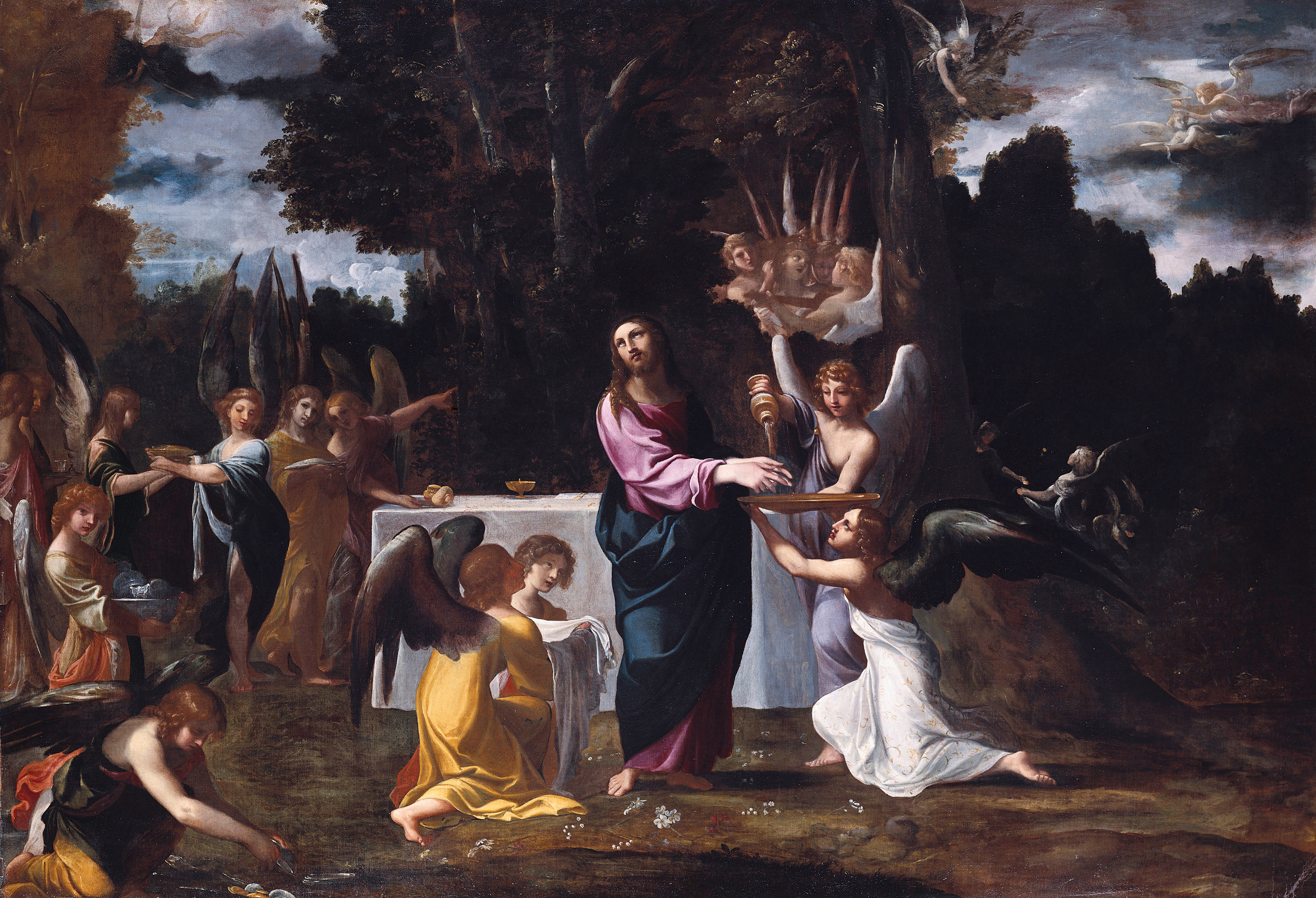
Ludovico Carracci - Hristos în pustie, slujit de îngeri

Ludovico a fost ucenicul lui Prospero Fontana⁠(d) la Bologna și a călătorit la Florența, Parma și Veneția, înainte de a se întoarce în orașul său natal. Împreună cu verii săi Annibale și Agostino Carracci, Ludovico a lucrat la Bologna la ciclurile de fresce care înfățișează Istoriile lui Iason și Medea (1584) în Palazzo Fava și Istoriile lui Romulus și Remus (1590-1592) pentru Palazzo Magnani⁠(d). Contribuțiile lor individuale la aceste lucrări sunt neclare, deși Annibale, mai tânăr decât Ludovico cu 5 ani, și-a câștigat faima ca fiind cel mai bun dintre cei trei. Acest lucru a condus la celebra comandă a lui Annibale a Iubirilor zeilor în Palazzo Farnese din Roma. Agostino i s-a alăturat lui Annibale acolo pentru scurt timp.
În timp ce Ludovico a rămas la Bologna, acest lucru nu înseamnă că a fost mai puțin influent, biografia lui Lanzi afirmă că, în jurul anului 1585, Ludovico și verii săi au fondat așa-numita Academie Eclectică de pictură (numită și Accademia degli Incamminati⁠(d)). Ipoteze mai recente susțin că nu a existat o Academie înființată cu program de studii, dar că Ludovico i-a îndrumat pe mulți în studioul său.
Cu toate acestea, acest studio a propulsat un număr de artiști emilieni la Roma și în alte părți și a contribuit în mod singular la încurajarea așa-numitei școli bologneze de la sfârșitul secolului al XVI-lea, care i-a inclus pe Albani, Guercino⁠(d), Sacchi⁠(d), Reni, Lanfranco⁠(d) și Domenichino⁠(d). Familia Carracci îi puneau pe ucenicii lor să deseneze studii axate pe observarea naturii și a ipostazei naturale și să folosească o scară îndrăzneață în desenarea figurilor. Doi dintre elevii principali ai lui Ludovico au fost Giacomo Cavedone⁠(d) și Francesco Camullo.

## Restituire
În 2009, Sfântul Ieronim al lui Carracci (c. 1595) a fost retrocedat moștenitorilor Dr. Max Stern, un negustor de artă evreu german persecutat și jefuit de naziști.

Ludovico Carracci's works
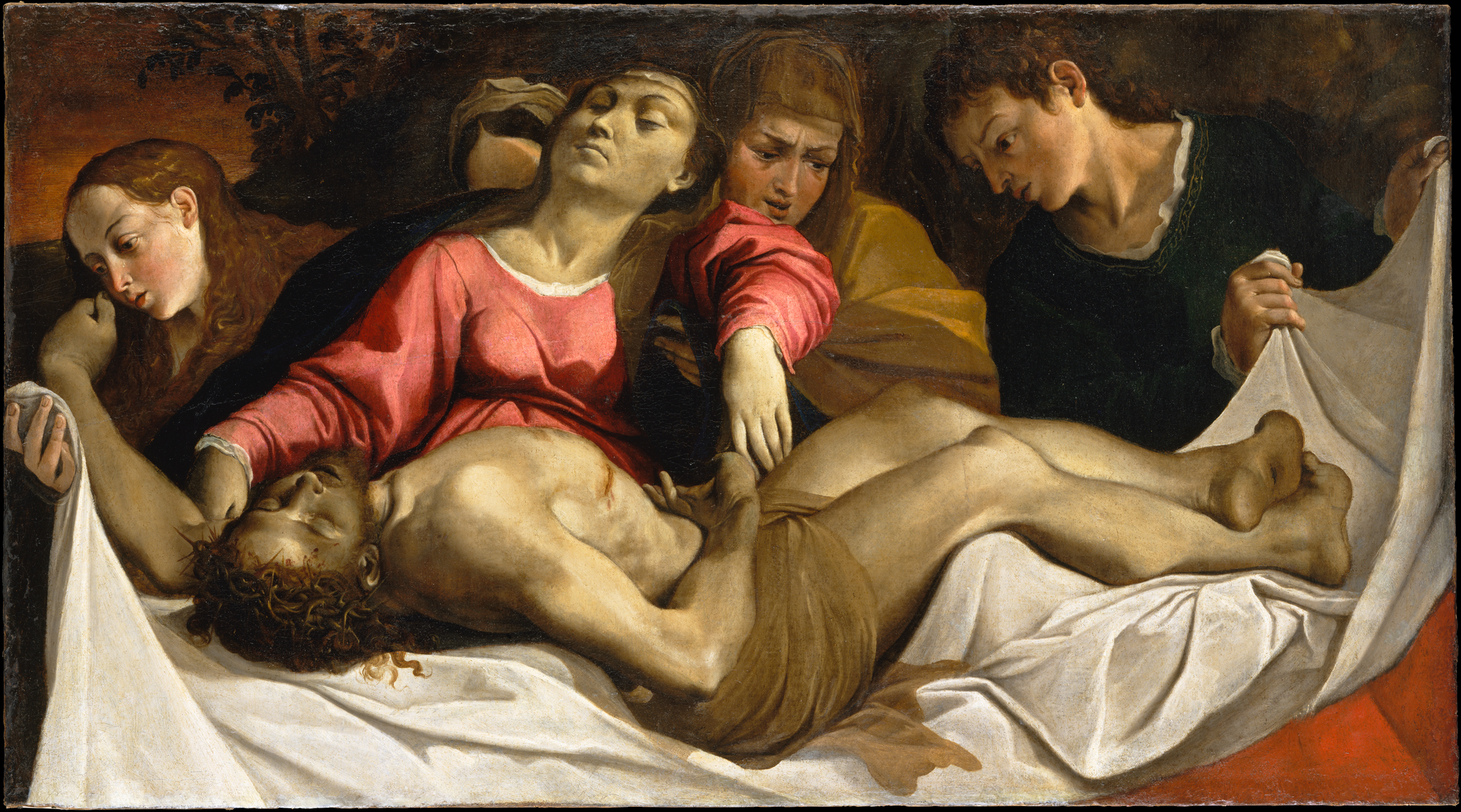
Plângerea lui Hristos (cca. 1582).
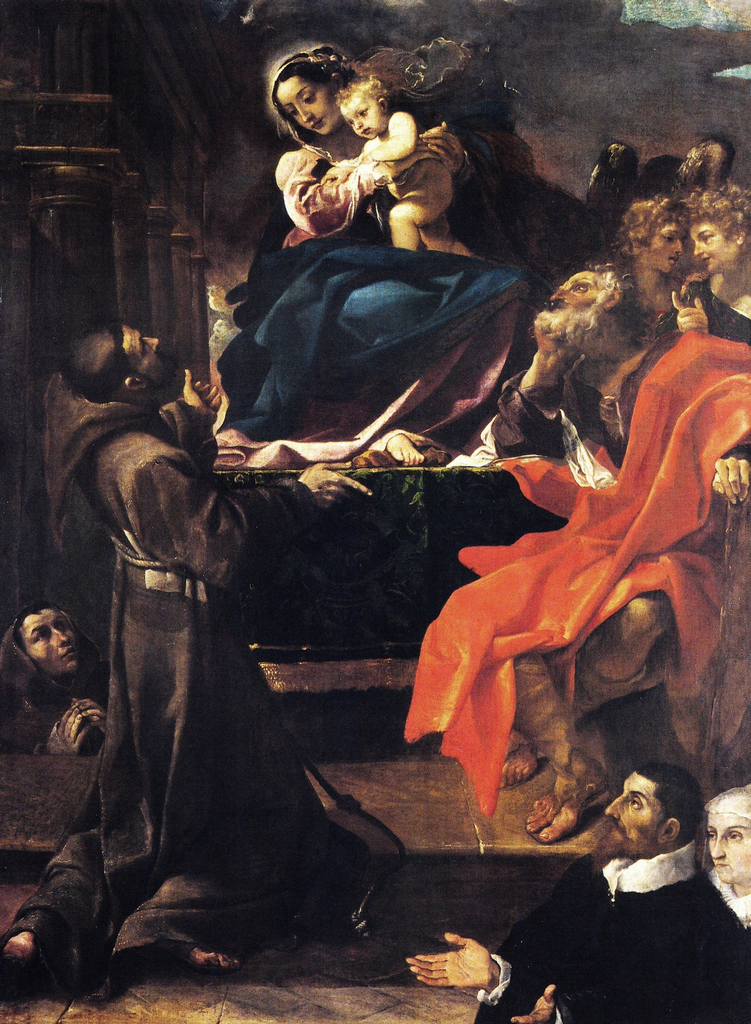
Madona și Pruncul cu Sfântul Francisc de Assisi (1591) – cunoscută sub numele de „La Carraccina” datorită admirației tânărului Guercino⁠(d)
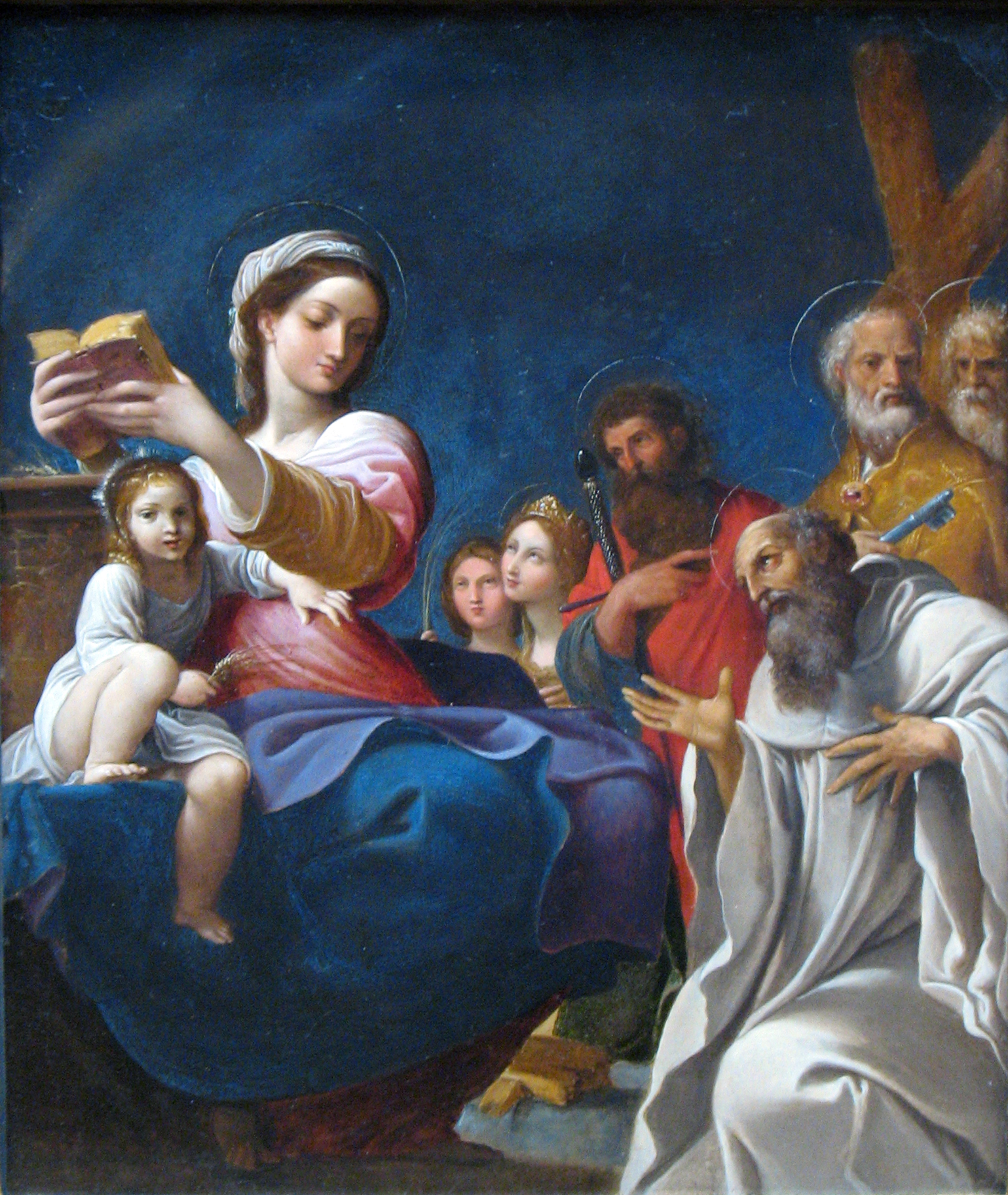
Fecioara cu Pruncul cu Sfinti
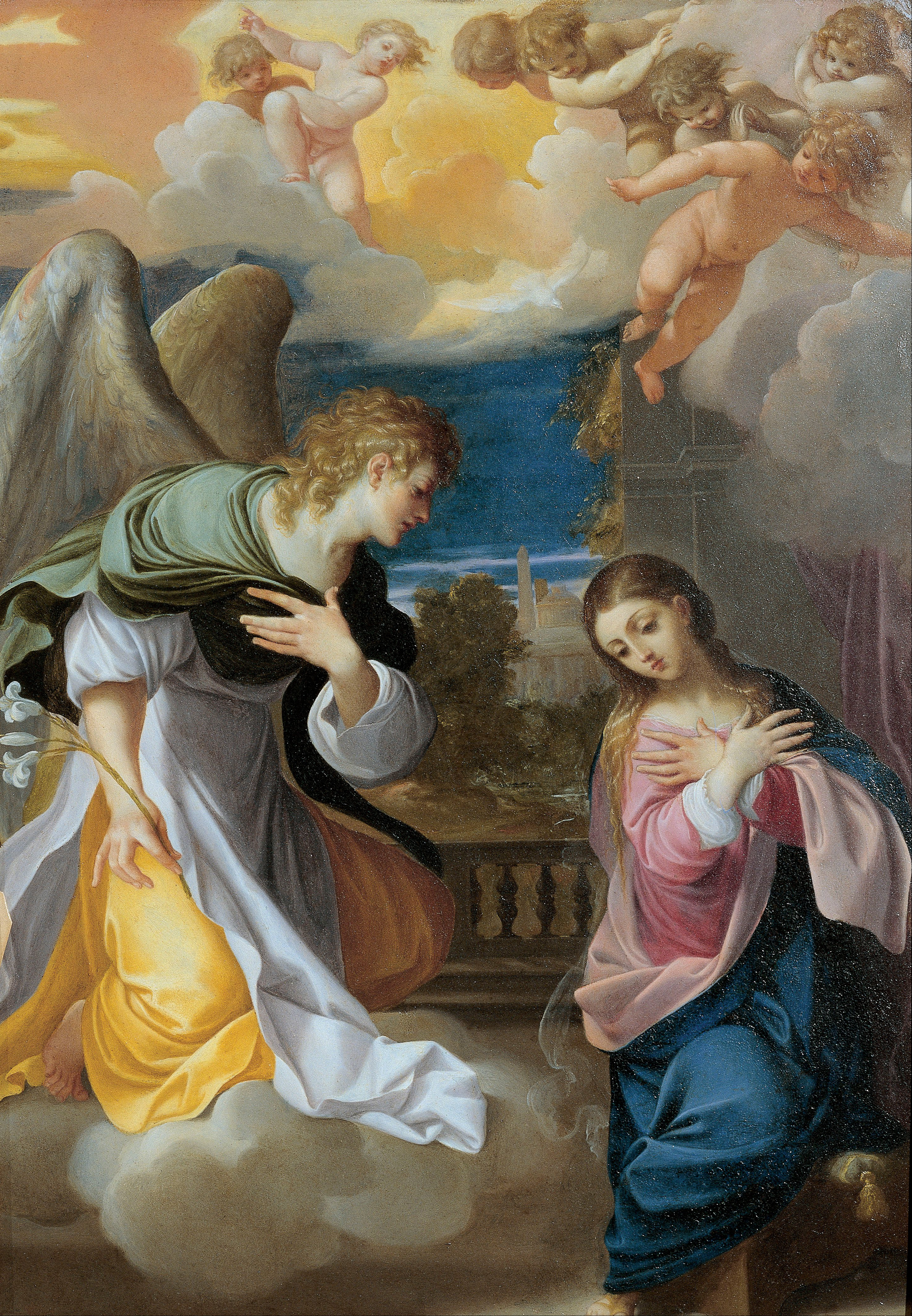
Buna Vestire
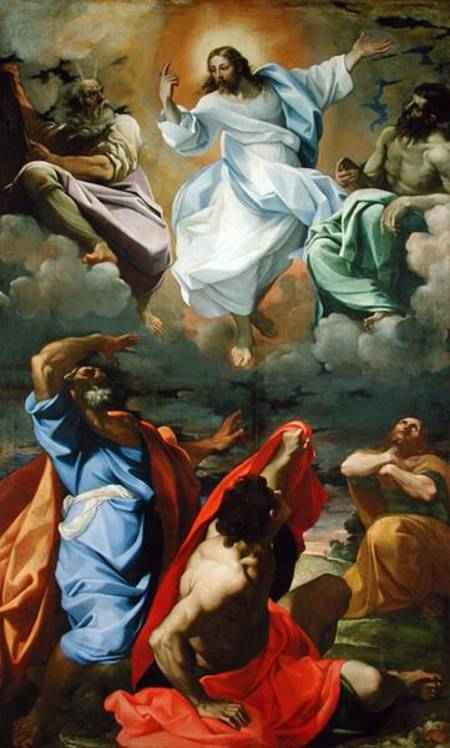
Schimbarea la față de Lodovico Carracci
Avraam și cei trei îngeri
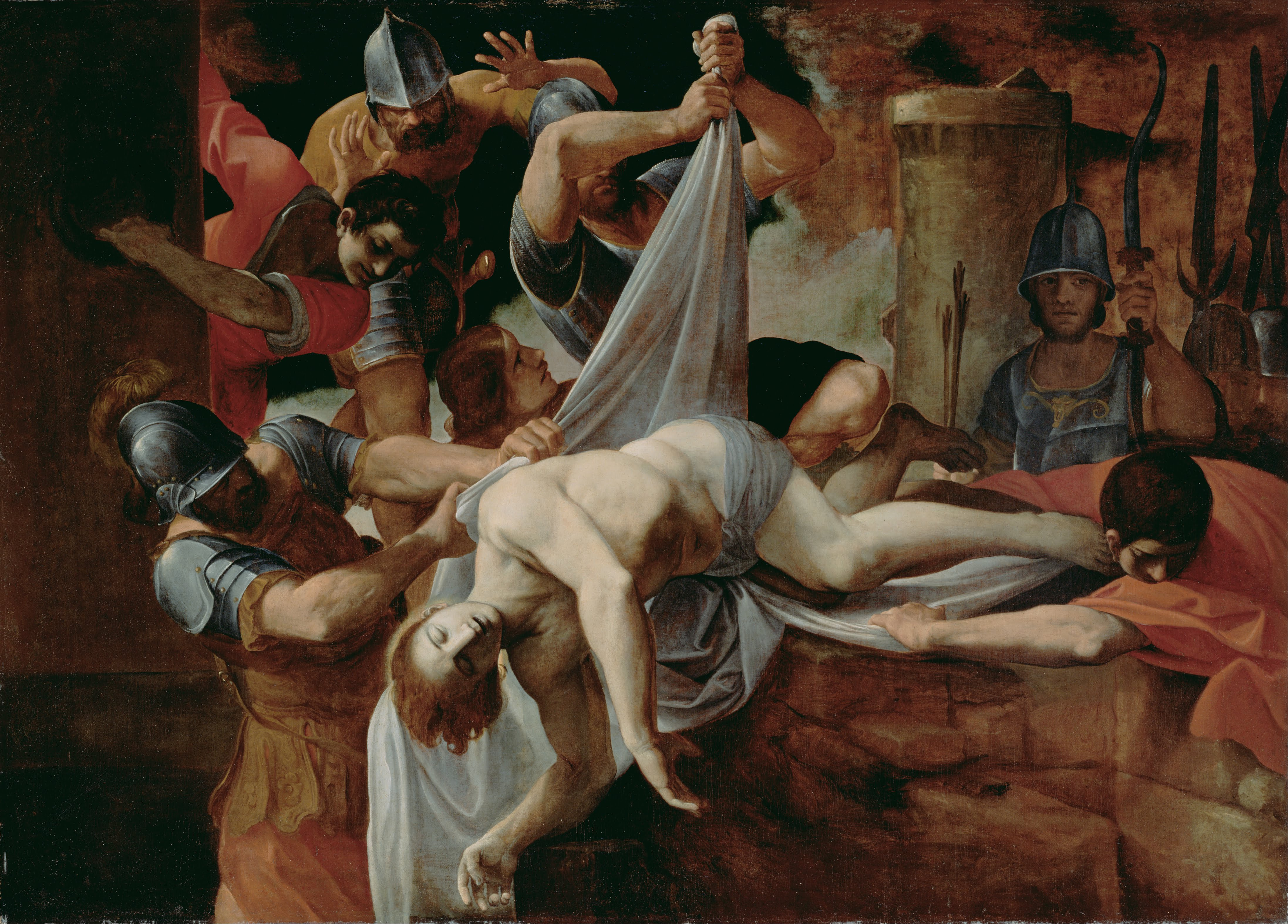
Sfântul Sebastian Aruncat în Cloaca Maxima⁠(d)
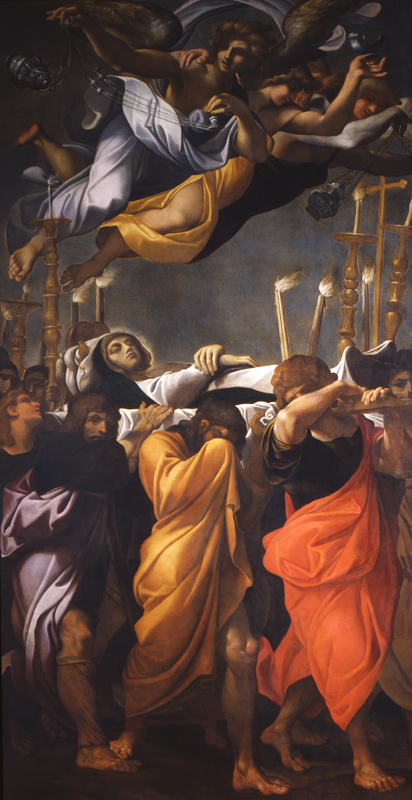
Înmormântarea Fecioarei Maria⁠(d)